# Тонгипара
Тонгипара (бенг. টুঙ্গিপাড়া, англ. Tungipara) — город в Бангладеш, административный центр одноимённого подокруга. Площадь города равна 30,39 км². По данным переписи 2001 года, в городе проживало 30 747 человек, из которых мужчины составляли 51,09 %, женщины — соответственно 48,91 %. Плотность населения равнялась 1012 чел. на 1 км². Уровень грамотности населения составлял 36,1 % (при среднем по Бангладеш показателе 43,1 %). 
Тонгипара  известна тем, что в ней родился первый руководитель независимой республики Бангладеш Муджибур Рахман.